# بشير الحارثي الكعبي
بشير الكعبي الحارثي، صحابي، قال ابن عبد البر: قدم بَشير الكعبي الحارثيّ هذا على رسولِ الله  فقال له: «مَرْحَبًا بِكَ مَا اسْمُكَ؟»، قال: «أكْبَر». قال: «بَلْ أَنْتَ بَشِيرٌ».